# تاباكولو
التاباكولو (الاسم العلمي: Scytalopus) (بالإنجليزية: White-browed Tapaculo)‏ هو جنس من الطيور يتبع فصيلة التاباكولات من رتبة العصفوريات.

## أنواع التاباكولو
- تاباكولو أبيض الحواجب
- تاباكولو أحادي اللون
- تاباكولو أحمر البطن
- تاباكولو أليف الحجر
- تاباكولو برازيليا
- تاباكولو بنامي
- تاباكولو بني المؤخرة
- تاباكولو بوليفي
- تاباكولو تشوكو
- تاباكولو حاد المنقار
- تاباكولو ديامونتيني
- تاباكولو رمادي
- تاباكولو رمادي الرقبة
- تاباكولو زيمري
- تاباكولو سانتا مارتا
- تاباكولو سبلماني
- تاباكولو ستلزي
- تاباكولو صغير الأجنحة
- تاباكولو صغير المنقار
- تاباكولو فضي المقدمة
- تاباكولو كبير الأقدام
- تاباكولو كراكاسي
- تاباكولو ماجلاني
- تاباكولو نارينو